# Сахно Василь Григорович
Василь Григорович Сахно (1864, Дідівщина, Сквирський повіт, Київська губернія — ?) — український державний діяч, депутат Державної думи II скликання від Київської губернії.

## Життєпис
Батько служив кухарем. Походив із містечка Дідівщина Сквирського повіту Київської губернії. Закінчив 1 клас церковно-приходської школи. За фахом — муляр. Служив у армії. Входив до Російської соціал-демократичної робітничої партії, до фракції меншовиків. Займався землеробством на 1,5 десятинах землі.
6 лютого 1907 обраний до Державної думи II скликання від загального складу виборців Київських губернських виборчих зборів. У Думі спочатку залишався безпартійним, пізніше увійшов до складу Соціал-демократичної фракції. Входив до думської комісії з народної освіти. Брав участь у дебатах з аграрного питання.
Після розпуску Другої Державної Думи був притягнутий до кримінальної відповідальності у справі Соціал-демократичної фракції. На процесі Василь Сахно заперечував, що входив до цієї фракції, і був виправданий судом.
Подальша доля і дата смерті невідомі.